# Floyd Cardoz
Floyd Cardoz (Bombay, 2 de octubre de 1960-Montclair, Nueva Jersey; 25 de marzo de 2020) fue un chef estadounidense indio ganador del programa de cocina Top Chef Masters en 2011.

## Biografía
Nació en Mumbai. Es conocido por los propietarios y chef ejecutivos de los restaurantes Paowalla y Tabla de la ciudad de Nueva York, así como por su victoria en Top Chef Masters en 2011. Sus restaurantes de Nueva York eran conocidos por mezclar sabores y especias indios con técnicas de cocina occidental.
Era socio de Bombay Sweet Shop, O Pedro y The Bombay Canteen en India, al momento de su muerte. Comenzó su entrenamiento en su Mumbai natal antes de mudarse a Suiza, ampliando sus habilidades culinarias francesas, italianas e indias antes de mudarse a la ciudad de Nueva York. En Manhattan, cocinó con el famoso chef Gray Kunz en el famoso restaurante Lespinasse antes de abrir sus propios restaurantes.
Fue nominado cuatro veces  al Premio James Beard y fue autor de dos libros de cocina.

## Muerte
Murió de COVID-19 el 25 de marzo de 2020, en el Hospital Mountainside en Montclair, Nueva Jersey, a la edad de 59 años. Había estado hospitalizado durante una semana después de viajar de Mumbai a Nueva York a través de Frankfurt el 8 de marzo, enfermarse y dar positivo por el virus.

## Vida personal
A Cardoz le sobreviven su esposa y socia comercial Barkha y su madre. La pareja tuvo dos hijos, Justin y Peter.